# Empresas Wayne
Empresas Wayne, Inc., también conocido como Corporación Wayne e Industrias Wayne, es una rica compañía ficticia que aparece en los cómics estadounidenses publicados por DC Comics, comúnmente en asociación con el superhéroe Batman. Empresas Wayne es una gran empresa multinacional en crecimiento.
El conglomerado multinacional diversificado estadounidense es propiedad y está presidido por Bruce Wayne, el hijo de Thomas y Martha Wayne. Empresas Wayne es una empresa ecológica con sede en Gotham City y con sede en la Torre Wayne.
Empresas Wayne y la Fundación Wayne están dirigidas en gran parte por el gerente comercial de Bruce Wayne, Lucius Fox. Fox toma la mayoría de las decisiones de la compañía en nombre de Bruce Wayne, ya que el tiempo de Wayne está ocupado en gran medida como el vigilante Batman.
Empresas Wayne se ha presentado en películas y televisión como un conglomerado empresarial, siguiendo el modelo de los estándares de una empresa multinacional. En la historia de 2020 "Joker War", el Joker se convirtió en el propietario legítimo de la empresa y procedió a desperdiciar la mayor parte de Wayne Fortune al librar una guerra en Gotham City.

## Historia de la empresa
Fundada por los antepasados mercantes de la familia Wayne en el siglo XVII como una casa de comerciantes, se encuentra entre las compañías más antiguas del Universo DC. La compañía comenzó como una docena de negocios iniciados por los hermanos Judge Solomon Wayne y Joshua Wayne. Con los ingresos generados, el juez Wayne construyó esencialmente Gotham City mediante la contratación de Cyrus Pinkney.
El hijo y heredero del juez Wayne, Alan Wayne, la convirtió oficialmente en una empresa corporativa en el siglo XIX. Alan Wayne, quien fue el tatarabuelo de Bruce Wayne, erigió a Wayne Shipping, Wayne Chemical y Wayne Manufacturing. Todas estas compañías fueron energizadas por la Revolución Industrial del mundo; se crearon y diversificaron más ramas, mientras que otras disminuyeron y se descartaron. A lo largo de los años, se ha desarrollado desde una casa de comerciantes a una gran empresa multinacional conglomerada en el Universo DC; superando a LexCorp, Empresas Stagg y Aeronaves Ferris.
Bajo el control de Patrick y Laura Wayne, Empresas Wayne se convirtió en una "empresa verde" y ambientalmente consciente desde ese momento en adelante.

### Torre Wayne
Dentro del Universo DC, la Torre Wayne es la sede de Empresas Wayne. También llamado "Vieja Torre Wayne" y "Sede de Industrias Wayne"; fue construido en 1888 por Alan Wayne. Después de su construcción, la torre fue el edificio más alto de la ciudad de Gotham. Construida como un símbolo para dar la bienvenida a todos los que ingresan a la ciudad, la Torre Wayne tiene 13 gárgolas o "guardianes", como Alan Wayne insistió en que se les llamara, da la bienvenida a los visitantes a cada uno de los 13 puntos de entrada a la ciudad. Los cinco guardianes en el primer nivel observan las cinco puertas de entrada originales hacia Gotham, los tres puentes y los dos túneles. Más arriba, los siete guardianes observan las siete líneas de trenes que convergen en Union Station, debajo de la base de la torre. Un decimotercer tutor fue agregado en 1930 y se sienta en el centro de la torre. Este último, añadido por Henry Wayne, vigila el aeropuerto y no puede verse en ascensor ni desde la cubierta.
En la parte superior de la torre hay una plataforma de observación que, según Alan Wayne, estará abierta al público de forma gratuita todos los fines de semana. Tiene vidrio flotado laminado de doble unión para ventanas con calidad de cristal, resistente a la intemperie e irrompible. Por la obsesión de Bruce Wayne por proteger sus edificios contra los terremotos, sus cimientos tenían un refuerzo especial y fue el único edificio que quedó en pie tras el terremoto que asoló Gotham, convirtiéndose en base de operaciones de Oráculo y otros miembros de la batfamilia durante la tierra de nadie.

## Fundación Wayne
La Fundación Wayne es la participación de la Fundación Thomas Wayne y la Fundación Martha Wayne; Es la mayor fundación privada operada de manera transparente dentro del Universo DC. Los objetivos principales de la fundación son, a nivel mundial, mejorar la atención médica y reducir la pobreza extrema, ampliar las oportunidades educativas y el acceso a la tecnología de la información, y financiar la investigación científica y ayudar a las personas altruistas con la investigación proporcionando instalaciones y capacitación. La escala de la fundación y la forma en que busca aplicar las técnicas comerciales a la donación la convierten en uno de los líderes en la filantropía de riesgo, aunque la propia fundación señala que el rol filantrópico tiene limitaciones.
La fundación tiene su propio edificio, llamado Edificio de la Fundación Wayne, que incluye un ático donde Bruce Wayne vivió por un período de tiempo. También tiene un ascensor secreto que conduce a la Batcave en un sub-sótano secreto debajo del edificio.
A través de la Fundación Wayne y las organizaciones afiliadas que se encuentran debajo, Bruce Wayne aborda los problemas socioeconómicos que fomentan el crimen, asiste a las víctimas de los delitos y mantiene conexiones con las calles a través de los grupos de servicios sociales y comedores populares. todo lo cual aumenta sus esfuerzos de lucha contra el crimen de una manera que su personaje de Batman no puede. Este acuerdo también proporciona una gran red de conexiones en el mundo de las organizaciones benéficas. Se entera de las nuevas tendencias, las ciencias y las artes.

### Fundación Thomas Wayne
La Fundación Thomas Wayne es una fundación para la medicina y la ayuda médica. Esta fundación otorga premios anuales por los avances médicos y el compromiso de por vida, similar a la Fundación Nobel. La Fundación Thomas Wayne también es responsable de financiar la Clínica Thomas Wayne Memorial en Park Row, el famoso Crime Alley de Gotham. La fundación financia y dirige docenas de clínicas en Gotham. La madre sustituta de Bruce Wayne, la doctora Leslie Thompkins, dirige la Clínica Memorial en Crime Alley y gobernó las otras clínicas hasta que ella dejó Gotham.

### Fundación Martha Wayne
La Fundación Martha Wayne es un patrocinador y partidario de las artes, las familias, la educación y la tolerancia. La fundación apoya y ayuda a administrar una serie de orfanatos y escuelas gratuitas, y proporciona maestros para aquellos que tienen dificultades de aprendizaje. Los artistas pueden solicitar subvenciones de la fundación para ayudarlos a promover las artes. La fundación patrocina empresas como Family Finders. Family Finders es una organización dirigida a encontrar personas perdidas y unir familias. La Fundación Martha Wayne también patrocina y administra docenas de comedores populares en la ciudad.

### Bat Bunker
Bajo el edificio de la Fundación Wayne, hay un búnker secreto, que es similar al búnker secreto de Nueva Babilonia en La Haya. A partir de Batman # 687, Dick Grayson comenzó a usar esto como su "Batcave", afirmando que desea encarnar el papel de Batman de una manera que sea específica para él, así como acercarse a la acción en la ciudad. El bunker está tan bien equipado como el Batcave original, incluido el vehículo Subway Rocket estacionado debajo del bunker.

## Sucursales corporativas y filiales
Filiales conocidas
Aunque la empresa es conocida principalmente como contratista de defensa militar, Wayne Enterprises también incluye docenas de compañías paraguas involucradas en todos los sectores de la economía, tanto en Gotham City como en todo el mundo. La Corporación Wayne es, por ejemplo, dueña del periódico de tirada nacional Daily Planet, con sede en Metrópolis, y posee también, empresas centradas en la aviación, la energía y la medicina, entre otros.
Muchas de las siguientes divisiones de la compañía incluyen:
- Aerolíneas Wayne
- Automotores Wayne
- Aviación Wayne
- Biotecnología Wayne
- Botánica Wayne
- Químicos Wayne
- Construcción Wayne
- Eléctrico Wayne
- Electrónicas Wayne
- Energía Wayne
- Entretenimiento Wayne (Empresa matriz del periódico Daily Planet)
- Alimentos Wayne
- Cuidado de Salud Wayne
- Industrias Wayne
- Fabricación Wayne
- Médicos Wayne
- Minería Wayne
- Petróleo Wayne
- Productos farmacéuticos Wayne
- Archivos Wayne
- Instituto de Investigación Wayne
- Al por menor Wayne
- Envíos Wayne
- Escenario Wayne
- Acero Wayne
- Estudios Wayne
- Seguridad Wayne
- Tecnologías Wayne
- Televisión Wayne
- Armas Wayne
- Astilleros Wayne

### Batman, Incorporated
En Batman Incorporated, Bruce Wayne anuncia que financiará oficialmente los esfuerzos de varios combatientes del crimen a través de la formación de una subsidiaria llamada Batman, Incorporated.

### Seguridad Wayne
Seguridad Wayne se especializa en proporcionar acceso asequible a seguros, seguridad privada, protección contra robo de identidad, servicios de emergencia médica y productos de seguridad para el personal de las personas comunes.

### Instituto de Investigación Wayne
El Instituto de Investigación Wayne es un grupo de expertos similar a RAND para las personas que reciben Premios Nobel y buscan la próxima generación de problemas que enfrenta la humanidad. Muchas decisiones sobre el desarrollo futuro, particularmente en Gotham, pasan por esta división. Batman utiliza la división de investigación y desarrollo para estudiar problemas y tecnologías que, en su opinión, podrían ser útiles en sus esfuerzos.

### Aeroespacial Wayne
Aeroespacial Wayne es una subsidiaria de Tecnologías Wayne y sigue siendo una de las divisiones más exitosas de Empresas Wayne. Tiene su propia aerolínea llamada Aerolíneas Wayne y una división de aviación llamada Aviación Wayne. La división aeroespacial es un importante contratista de defensa militar dentro de Gotham y los Estados Unidos. WA posee actualmente el 20% de la división de armas de Lockheed Martin. El WA es conocido sobre todo por sus aviones y aviones privados y corporativos extremadamente bien estructurados, lujosos y exclusivos. Al igual que el Gulfstream, Empresas Wayne intenta mantener los aviones corporativos Slipstream fuera del alcance de las celebridades y los vende principalmente a grandes corporaciones. Esto, a su vez, ha convertido a Slipstream en un elemento de culto entre los ricos porque está de moda tener un avión como un símbolo de estatus de la riqueza. La rama de aviación experimental de Aeroespacial Wayne produce aviones experimentales y de investigación construidos para la NASA. La rama de aviación militar diseña y fabrica aviones de combate y helicópteros de gran éxito para las Fuerzas Aéreas de los Estados Unidos. Los modelos más notables de estos son el caza W-4 Wraith y el helicóptero de ataque Kestrel. Como la compañía aeroespacial más prominente de la región, Wayne Aerospace tiene una asociación de trabajo con la Base de la Fuerza Aérea Eagle cerca de la Ciudad de Gotham. Aeroespacial Wayne también es responsable de mantener los sistemas y los aviones del Aeropuerto Internacional Archie Goodwin en Little Stockton, en Gotham. Aeroespacial Wayne mantiene una buena competencia con otras corporaciones aeroespaciales como Ferris Air y su némesis, LexAir.
La división ha generado millones de dólares para Empresas Wayne. Los contratos gubernamentales de la compañía y los contratos de exploración espacial con la NASA han sido muy lucrativos. La misión más importante de Wayne Aerospace es proporcionar la última tecnología e información para Batman.

### Tecnologías Wayne
Tecnologías Wayne es la división más grande dentro de Empresas Wayne. A medida que se hicieron más y más innovaciones y se descubrieron nuevas cosas, la división ha jugado un papel importante en la escena tecnológica de Gotham y ha proporcionado los últimos y más avanzados dispositivos para Batman. Como las invasiones y la participación extraterrestre se han vuelto más esporádicas alrededor de Gotham, WayneTech adquirió tecnología alienígena y la utilizó para investigación y desarrollo. Con esta innovadora adquisición, Empresas Wayne pudo rivalizar con las tecnologías producidas por su némesis, LexCorp. Parte de la investigación de Tecnologías Wayne sobre tecnología alienígena ha contribuido a grandes avances en medicina, cibernética, productos farmacéuticos y aviónica. Las subsidiarias de WayneTech incluyen: Holt Holdings Inc. (la compañía que anteriormente era propiedad de Mister Terrific), Biotecnología Wayne, Productos farmacéuticos Wayne y Cuidado de Salud Wayne. WayneTech es un gran recurso para Batman. No solo proporciona contactos para él en el mundo de la alta tecnología, la división también se puede utilizar para analizar cualquier dispositivo que pueda encontrar más rápido de lo que podría hacer solo. WayneTech también proporciona una fuente de ingresos comerciales para Empresas Wayne, ya que la empresa posee docenas de patentes, incluidos todos los sistemas de Holt, excepto los T-Spheres, ya que la licencia de estas patentes puede ser extremadamente lucrativa para la empresa. Con la fuerza de esta división, Batman tiene acceso a cualquier tipo de instalación o procedimiento médico, desde aplicaciones normales hasta aplicaciones especiales o experimentales, información y análisis médicos. A través de la compañía, también tiene acceso a los archivos médicos de todos en Gotham. Dado que WayneTech es el líder del mercado en aplicaciones cibernéticas, tiene contratos y contactos gubernamentales de muy alto nivel.

### Alimentos Wayne
Alimentos Wayne es una subsidiaria poco conocida de Empresas Wayne con sede en el centro de Gotham City. La firma se inició en 1872 por un inmigrante irlandés, Patrick Toole, bajo el nombre de Toole & Sons Food Merchants. Se ejecuta una serie de granjas y ranchos de ganado en los canasta de pan regiones de los Estados Unidos, y el negocio fue un éxito en la importación de productos irlandeses que podrían venderse a un precio más alto en la economía de Estados Unidos. Para 1905, había cinco tiendas Toole & Sons en toda la ciudad de Gotham. Patrick Toole murió a la edad de 72 años en 1919, dejando el negocio a su hijo mayor, Thomas Toole. Thomas estaba dispuesto a expandirse a través de los Estados Unidos; sin embargo, el estallido de la guerra en Europa en 1914 impactó severamente las líneas comerciales de Irlanda a Gotham. Al final de la guerra en 1918, Toole & Sons Food Merchants estaba cerca de la bancarrota. Thomas, incapaz de continuar con el legado de su padre, se suicidó en 1922 a los 43 años. El segundo hermano más joven de Toole, Rory, se hizo cargo del negocio e inmediatamente comenzó a vender todos los activos de la empresa a favor de la liquidación.
El negocio fue comprado en 1925 por la familia Wayne, que deseaba preservar una parte importante de la historia minorista de Gotham. Es una de las divisiones con mayor éxito financiero en Empresas Wayne y las sucursales más antiguas. El negocio volvió a generar ganancias en menos de un año, y al final de la Segunda Guerra Mundial, las tiendas Toole & Sons controlaban más del 60% de todos los minoristas de alimentos en toda la ciudad. Esto se logró diversificando la gama de productos y abriendo acciones a nuevos mercados fuera de Irlanda y dentro de los Estados Unidos. La compañía cambió su nombre a Alimentos Wayne en 1956. Hoy en día, Alimentos Wayne se centra en el mercado de gama alta y los productos especializados. A pesar de que ya no tiene el dominio en Gotham como lo hizo desde fines de la década de 1950 hasta mediados de la década de 1980, Alimentos Wayne continúa generando ingresos significativos para Empresas Wayne. Alimentos Wayne produce productos especializados como alimentos ecológicos, líneas naturales sin aditivos y crecimiento controlado. Alimentos Wayne sigue siendo una fuente de información y contactos para Batman, ayudando a controlar el mercado de productos alimenticios y las amenazas relacionadas con la seguridad del suministro de alimentos en la ciudad de Gotham.

### Envíos Wayne
Envíos Wayne posee docenas de aviones de carga y se ocupa de tres y medio mil millones de toneladas de carga cada mes. Batman lo utiliza para obtener una visión interna sobre el contrabando y el tráfico de drogas. En 1986, Envíos Wayne se fusionó con PAAL Ship Corporation, creando la operación de envío comercial más grande del mundo para metales preciosos. El expresidente ejecutivo de PAAL, Andreas Milanic, lanzó con éxito a Envíos Wayne en la Bolsa de Nueva York en 1988. La familia Wayne posee actualmente el 57% de la compañía, y el segundo hijo del Milanic, Dragoslav, posee el 20% (y el 23% restante está en propiedad pública). A pesar de la falta de inversión en Envíos Wayne desde la fusión, la compañía sigue siendo un jugador importante en el transporte marítimo mundial.

### Astilleros Wayne
Astilleros Wayne es responsable de la construcción de un gran número de buques de guerra, barcos comerciales y privados, y está construyendo un portaaviones de clase Nimitz en Gotham. Las instalaciones de Acero Wayne y Astilleros Wayne reparan una gran cantidad de cruceros y destructores, y también tienen contactos dentro de los niveles superiores de la Armada y del negocio marítimo mundial.

### Industrias Wayne
Industrias Wayne es una empresa de investigación y desarrollo utilizada con fines industriales. La compañía estudia, investiga y desarrolla plantas de energía de fusión y de fisión mecánica más limpias; Y también posee muchas fábricas y unidades de trabajo normales. La compañía está muy involucrada en el circuito industrial, desarrollando maquinaria industrial como la fabricación de motores pesados, motores, sistemas neumáticos y sistemas a gran escala. Además, Industrias Wayne también participa en la fabricación de automóviles (Automotores Wayne) y en la fabricación de telas. Minería Wayne también forma parte de Industrias Wayne, junto con las pocas centrales eléctricas (Eléctricos Wayne) que posee la empresa. Minería Wayne, en su mayoría, extrae y produce oro y algunas piedras preciosas en África.

### Biotecnología Wayne
Esta división de Empresas Wayne sigue siendo una instalación para la investigación y el desarrollo de procedimientos y sistemas médicos más innovadores. La compañía educa, entrena y enseña a un gran número de personas anualmente. Mantiene una buena relación de trabajo con la Universidad de Gotham y Drake Medical.
Químicos Wayne y Farmacéuticas Wayne trabajan en estrecha colaboración con Biotecnología Wayne para desarrollar nuevas vacunas médicas y medicamentos para el tratamiento de diferentes enfermedades. Gran parte de la investigación actual en Biotecnología Wayne se centra en encontrar la cura para el cáncer. Dado que el genoma humano ya ha sido desbloqueado, Biotecnología Wayne está estudiando la clonación para producir órganos humanos factibles para futuros trasplantes. La división también participa en la investigación de los métodos de neurocirugía, la lucha contra el SIDA y el VIH y la cirugía plástica reconstructiva. Batman utiliza a Biotecnología Wayne como una herramienta de investigación para encontrar información médica, historias de pacientes, información sobre enfermedades y, por lo tanto, pistas sobre sus actividades de prevención de delitos.

### Médicos Wayne
Médicos Wayne es la compañía hermana de Biotecnología Wayne, pero cada una tiene diferentes campos de estudio y trabajo. Médicos Wayne maneja la mayor parte del sistema de salud en Gotham y también estudia el cáncer y el SIDA con Biotecnología Wayne. Médicos Wayne se centra más en tratar enfermedades que en investigarlas. Mantiene y administra muchos hospitales en Gotham City y ayuda a la Fundación Wayne con los orfanatos.

### Electrónicos Wayne
Electrónicos Wayne es un gran consorcio que recientemente se ha convertido en un jugador importante en el mercado de computadoras personales y para el hogar. Sus productos compiten con los de LexCorp en términos de velocidad, durabilidad y facilidad de uso. Electrónicos Wayne es un gran consorcio que fabrica casi cualquier cosa, desde radios portátiles a sistemas estéreo y de alta fidelidad, cámaras de películas, cámaras y aparatos electrónicos, dispositivos de medición, escáneres, equipos de vigilancia, computadoras y otros dispositivos electrónicos. Electrónicos Wayne es una de las marcas más vendidas en electrónica, desde multimedia hasta sistemas de precisión. Sus otras ramas de negocios incluyen tecnología de la información, redes cableadas, redes inalámbricas y sistemas de exploración espacial y satélites.
Batman utiliza contactos a través de Electrónicos Wayne en la industria de medios y entretenimiento, incluso en menor grado que a través de Entretenimientos Wayne. Los contratos de Electrónicos Wayne con las industrias aeroespacial, náutica y militar también brindan contactos.

### Entretenimientos Wayne
Entretenimientos Wayne es propietario de muchos estadios y estadios en Gotham y ha arrendado el Estadio Sommerset a Metropolis Monarchs y opera su propio sello discográfico, Wayne Records. Esta división de Empresas Wayne innova continuamente nuevas áreas de entretenimiento para crear un nicho en la industria del entretenimiento alrededor de Gotham. Además, Entretenimientos Wayne tiene asociaciones de trabajo con varias agencias de modelos y casas multimedia, y proporciona una gran cantidad de contactos e información. El periódico Daily Planet, donde trabajan Clark Kent y su esposa, Lois Lane, es operado por Entretenimientos Wayne. Entretenimientos Wayne compite directamente con WGBS (administrado por Galaxy Communications) y LexCom (a cargo de LexCorp). Esas compañías, junto con otras compañías de televisión y películas, brindan los mismos servicios que Entretenimientos Wayne. A través de Entretenimientos Wayne, Batman tiene contactos en las industrias de medios y entretenimiento.

### Construcción Wayne
Construcción Wayne es la división de propiedad, construcción e ingeniería civil de Empresas Wayne. La división ha jugado un papel importante en la construcción de un sistema ferroviario gratuito alrededor de la ciudad de Gotham, eliminando la corrupción gubernamental en el proceso. También es responsable de la construcción y el mantenimiento de varios hoteles estilo centro turístico dispersos por todo el mundo. Además, el propio Bruce Wayne amasó una fortuna privada como exitoso desarrollador de bienes raíces antes de que Gotham se convirtiera en una metrópolis en auge.

### Químicos Wayne
Químicos Wayne forma parte de la unidad de tecnología de Empresas Wayne. Controla las sucursales como Aceite Wayne, Farmacéuticos Wayne y Botánica Wayne. Aceite Wayne adquirió Aceite Luxor, otra compañía petrolera que tiene pozos de petróleo, perforación y refinerías, que proporciona combustible para Gotham, así como una fuente de ingresos de inversión para Batman. Químicos Wayne también tiene un pequeño porcentaje de propiedad en Químicos Tyler, con sede en la ciudad de Nueva York. Aceite Wayne le da a Batman una conexión importante con la OPEP y otras organizaciones petroleras y empresas de todo el mundo. Químicos Wayne ejerce una gran capacidad científica y tecnológica en el desarrollo de nuevos compuestos y productos químicos, pero se ha trasladado a la investigación y el desarrollo en la década de 1980. Con los campos petroleros, pozos y refinerías que Aceite Wayne compró con Aceite Luxor, también ha comenzado a investigar en petroquímicos aún más que antes. Al mismo tiempo, ha concentrado un gran esfuerzo hacia fuentes alternativas de combustible. Químicos Wayne es la primera compañía que ha creado un generador de energía que utiliza algas. Farmacéuticos Wayne es otra gran unidad de I + D en Químicos Wayne, que proporciona ingresos, avances científicos, vínculos directos en la comunidad científica y le da a Batman una ventaja tecnológica sobre sus adversarios.

### Aceros Wayne
Aceros Wayne es la división de fabricación de acero de Empresas Wayne. El plan de acero se encuentra entre las fábricas de acero más antiguas y uno de los astilleros más antiguos de la ciudad de Gotham y tiene casi tanta fama como los astilleros de Newport News. Los astilleros de Aceros Wayne se remontan a la fundación de los astilleros navales Tricorner. Cuando los astilleros navales del gobierno comenzaron a retirarse de Gotham, Aceros Wayne se mudó y los adquirió para Wayne Yards. La división de la compañía siempre ha mantenido una excelente relación de trabajo con los astilleros de Gotham. Debido a la alta calidad de su acero, Aceros Wayne también ha suministrado a astilleros fuera de Gotham sus necesidades de acero. Los recientes eventos en todo el mundo han dejado a la marina de EE. UU. Agotada de barcos y el gobierno de los EE. UU. Ha sido su cliente más destacado para la división, ya que Aceros Wayne se encuentra en un auge y, a veces, no puede suministrar suficiente acero a la industria. Debido a esto, Aceros Wayne ha comenzado a abrir más acerías cerca de Gotham y también en los Estados Unidos. Esto conlleva una importante ganancia imprevista para la empresa. Los estudios metalúrgicos se han vuelto extremadamente cruciales, ya que las tecnologías extrañas y las nuevas aleaciones se han estudiado y luego replicado. Una nueva faceta del negocio que recién comenzó a despegar ha posicionado a Aceros Wayne que ha tenido con el gobierno desde el siglo XIX, la división de la compañía se ha convertido en un líder del mercado en el estudio de aleaciones extrañas de recientes desarrollos económicos y de manufactura las crisis. Esta división de Empresas Wayne le permite a Batman priorizar la tecnología y las aleaciones para que estudie. La alianza de Aceros Wayne con la Marina de los Estados Unidos y el gobierno ha producido numerosos contactos para Aceros Wayne.

## En otros medios

### Televisión

#### Universo animado de DC Comics
- En Batman: la serie animada y Las nuevas aventuras de Batman, Empresas Wayne fue dirigida por Bruce Wayne y Lucius Fox. Los intentos de hacerse cargo de la compañía fueron realizados por compañías rivales, incluido Roland Daggett de Industrias Daggett. Después de que el CEO de GothCorp, Ferris Boyle fue arrestado, Empresas Wayne ayudó a mantener GothCorp funcionando sin despedir a ningún empleado. Wayne Enterprises se asoció con LexCorp para el desarrollo de drones de exploración cibernética, los Waynelexes, pero Bruce rescindió el contrato después de que Lex Luthor creara varios prototipos militares a gran escala, violando la cláusula de aprobación conjunta estipulada en su acuerdo, así como su participación con el Joker, el alboroto en Metrópolis. Empresas Wayne también contrató a Arnold Wesker después de su liberación de Arkham Asylum.
- En Batman del futuro, el anciano Bruce Wayne defendió contra numerosas adquisiciones hostiles del astuto industrial Derek Powers de Tecnologías Powers. Sin embargo, en algún momento después de que Bruce se retiró como Batman, Powers logró fusionar las dos compañías, creando Empresas Wayne-Powers. Powers ha utilizado los recursos de la compañía para muchas transacciones comerciales ilegales, incluida la fabricación de armas biológicas para naciones deshonestas. Después de que la identidad criminal de Powers como Blight fue revelada, su hijo Paxton asumió el cargo de CEO. Paxton fue arrestado pronto después de intentar asesinar a Bruce y por varios robos de arte importantes. Luego, Bruce finalmente reclamó a la compañía como Presidente y CEO y cambió el nombre de la empresa nuevamente como Empresas Wayne.

#### Arrowverso
Empresas Wayne aparece en el Arrowverso de The CW
- En el piloto de la serie de televisión de acción en vivo de The CW The Flash, un spin-off de Arrow, un artículo periodístico del futuro cuenta que una fusión de Wayne Tech / Queen Incorporated se completará en 2024.
- Aparece en la parte 2 (Arrow) del crossover de Elseworlds, en el que Wayne Enterprises es dirigida por Kate Kane en Gotham City, aunque la compañía se fue cuesta abajo después de que Bruce Wayne y Batman desaparecieron hace tres años y la junta directiva hizo una serie de malas inversiones. El exterior y el vestíbulo Carburo & Carbon Building de Chicago (en ese momento, el St. Jane hotel) retratan la sede aparentemente abandonadas y en gran parte abandonados de la empresa.
- El edificio aparece en la serie Batwoman como base de operaciones para Kate y Luke Fox con una Baticueva. De Chicago Board of Trade Building sirve una vez más como la sede de las Empresas Wayne, mirando tanto como lo hizo en las películas de Batman de Christopher Nolan. Durante la tercera temporada, se confirma que Ryan Wilder, la segunda Batwoman, ha sido nombrada directora ejecutiva interina para legitimar sus razones para pasar tiempo en la torre, pero es expulsada brevemente como parte de una adquisición corporativa organizada por la directora ejecutiva rival Jada Jet, quien busca los recursos de la compañía para ayudar a curar a su hijo psicópata Marquis de una enfermedad que contrajo después de un enfrentamiento con el Joker. Sin embargo, después de que se expone la verdadera naturaleza de Marquis, Ryan y sus aliados pueden retomar el control de la empresa.

#### Otros
- En un episodio de la serie animada Teen Titans, cuando Robin desertó a Slade, los cuatro Titanes restantes lucharon contra Robin sobre Empresas Wayne, destruyendo las letras "A" e "Y" en el proceso.
- Empresas Wayne aparece en The Batman bajo el nombre de Industrias Wayne. En "The Big Heat", Wayne Industries compitió contra GothCorp por el manejo del Hospital de Niños. Aunque GothCorp ganó la votación del Concejo Municipal, la decisión fue anulada cuando Batman reveló que GothCorp contrató a Firefly para cometer un sabotaje industrial contra sus competidores. El contrato del Hospital de Niños fue luego otorgado a Industrias Wayne.
- La división Metropolis de Empresas Wayne se ve brevemente en el episodio de Young Justice, "Schooled". El episodio "Infiltrator" presenta la rama de Waynetech en Filadelfia, que es atacada por un enjambre de nanites desatados por la Liga de Asesinos.
- En el piloto de la serie de televisión de acción en vivo de CW, The Flash, un spin-off de Arrow, un artículo periodístico del futuro relata la fusión de Wayne Tech / Queen Incorporated en 2024.
- Empresas Wayne ha aparecido en varios episodios de Gotham. Un joven Bruce Wayne comienza a investigar la corrupción en la empresa y descubre que su padre, Thomas Wayne, estaba al tanto de sus tratos criminales, aunque los estaba investigando antes de su muerte. La compañía es mencionada varias veces durante la segunda temporada y desempeña un papel de fondo en los sucesos. Theo Galavan intenta obtener el 51% de la compañía de Bruce a cambio de dar información sobre el asesino de sus padres, pero el acuerdo fracasa cuando Galavan es arrestado por James Gordon. Más adelante en la temporada se revela que la Corte de los Búhos dirige la empresa y busca la forma de recuperar a los muertos con Hugo Strange, que lleva a cabo experimentos inhumanos en la división de Empresas Wayne, Indian Hill.
- Empresas Wayne aparece en la serie de televisión Powerless; en la serie, Empresas Wayne es la compañía matriz de Seguridad Wayne, la empresa para la que trabajan los personajes principales de la serie.[7][8]

### Película
- En la película de 1966, Batman, Bruce Wayne se presenta como director de la Fundación Wayne, que se describe como una organización reconocida mundialmente dedicada a la paz y la comprensión entre las naciones.

#### 1989 Antología de Batman
- - En la película de Batman de 1989, no se hace mención de ninguna empresa familiar propiedad de Bruce Wayne. Al comienzo de la película en la cena de prensa de Harvey Dent, hay un asiento para Bruce Wayne, que está vacío (porque está ocupado trabajando como Batman), lo que sugiere que financió la campaña de Dent. En la escena de los casinos en la Mansión Wayne, Vicki Vale le pregunta qué hace para vivir, y él está a punto de responder, pero es interrumpida por Alfred.
  - En la secuela de 1992, Batman Returns, todavía no se hace mención alguna de Empresas Wayne en ningún caso. Sin embargo, Bruce está demostrado asistiendo a una reunión con Max Schreck, lo que sugiere que se conoce como un accionista con participaciones en diversas compañías.
  - En la película de 1995, Batman Forever, Empresas Wayne finalmente se presenta en la serie, con Bruce Wayne sirviendo como jefe de toda la empresa (CEO), mientras que Fred Stickley fue jefe del departamento de investigación hasta ser asesinado por Edward Nygma, un empleado en ese Departamento. Bruce también tiene un túnel de transporte detrás de su escritorio en la oficina principal que lo transporta de regreso a la Mansión Wayne. En las escenas eliminadas, la fundación Wayne es mencionada por Bruce y Alfred.
  - En la secuela de 1997, Batman y Robin se reveló que Empresas Wayne estaba financiando la investigación del Dr. Jason Woodrue solo para retirarla cuando Bruce se dio cuenta de sus intenciones. Es cuando Hiedra Venenosa encuentra un Erlenmeyer con el logotipo de Empresas Wayne en él que hace que viaje a Gotham City. La compañía vuelve a ser mencionada brevemente más tarde durante la donación del telescopio gigante para el Observatorio de Gotham, que el Sr. Frío luego lo convierte en un arma gigante de congelación.

#### Trilogía de The Dark Knight
- - En Batman Begins, el miembro de la junta directiva William Earle (Rutger Hauer) se hace cargo de la compañía después de la muerte de Thomas y Martha Wayne. Le asegura a Bruce que la compañía estará en buenas manos hasta que tenga la edad suficiente para reclamarla. Sin embargo, después de la desaparición de Bruce, Earle ha declarado a Bruce legalmente muerto para que pueda continuar con su plan de convertir a Empresas Wayne en una compañía de capital abierto. Sin embargo, debido al acto de Bruce de dejar todo su dinero y activos a Alfred, Earle no pudo liquidar su participación mayoritaria, lo que habría permitido una adquisición completa. Cuando Bruce finalmente regresa a Gotham, no muestra un interés obvio en reclamar el negocio familiar. Le dan un fondo de fideicomiso generoso para vivir. En su lugar, elige trabajar en Ciencias Aplicadas, usándolo y a su compañero de trabajo Lucius Fox para proporcionarle equipo de alta tecnología. Él lleva equipo originalmente hecho para uso militar, un prototipo de vehículo blindado, y los utiliza para crear equipos para su guerra contra el crimen. Al final de la película, cuando Empresas Wayne se convierte en una corporación pública, Bruce revela que se ha convertido en accionista mayoritario al comprar las acciones a través de varias compañías fantasmas que estableció utilizando su fondo fiduciario. Luego despide a Earle e instala a Fox como el CEO activo. De acuerdo con las 25 compañías de ficción más grandes de Forbes, Empresas Wayne tenía ventas estimadas de $ 31.3 mil millones en 2007.[9]
  - Empresas Wayne aparece en Batman: Gotham Knight (que tiene lugar entre Batman Begins y The Dark Knight).
  - En The Dark Knight, Fox permanece como el CEO de Empresas Wayne. El departamento de investigación y desarrollo de la compañía ha producido telas y materiales especializados, sistemas de navegación por satélite giroscópicos electromagnéticos (como se muestra en Batman: Gotham Knight), agente antihemorrágico, tecnología de estampado de radiación y palas de rotor hechas de compuestos metálicos que tienen una firma de radar baja y acústica especial. diseño. Al igual que en Batman Begins, Bruce continúa utilizando los recursos de su compañía para ayudarlo en su trabajo de vigilante como Batman. Por ejemplo, hace que Fox organice una reunión de negocios con un magnate chino Lau (Chin Han) Con el fin de "conseguir un vistazo más de cerca" a las prácticas comerciales de Lau y confirmar sus propias sospechas de que Lau y su compañía, LSI Holdings, habían estado cooperando con los bajos fondos de Gotham en esquema de lavado de dinero. También hizo que Fox construyera componentes para su nuevo Batsuit. Batman también ha utilizado la tecnología de estampación en la radiación de la compañía para irradiar la ligera una gran cantidad de dinero para Gordon y sus detectives a utilizar para rastrear el dinero de los monstruos e identificar los bancos que les están ayudando. Más tarde, Batman usa una tecnología de sonar desarrollada por Fox para rastrear y capturar al Joker. Además, una trama secundaria de la película implica a Empresas Wayne fiduciaria Coleman Reese (Joshua Harto), quien descubre accidentalmente la identidad de Bruce Wayne como Batman mientras revisa el presupuesto de la compañía cuando descubre planos para los Tumblers e intenta chantajear a Bruce y Fox. Fox se Reese a dar marcha atrás al cuestionar su decisión de extorsionar a un hombre que cree que es un vigilante violento. Más tarde, Bruce "accidentalmente" salva a Reese de la atención del Joker. En última instancia, Reese no revela su descubrimiento y renuncia a Empresas Wayne.
  - A la hora de The Dark Knight Rises, se cree que Empresas Wayne está pasando por momentos difíciles después de que la compañía invierte grandes sumas de dinero en la investigación de un nuevo proyecto de poder de fusión, pero Bruce Wayne posteriormente lo niega debido a la preocupación de que el reactor de fusión resultante podría ser armado Una serie de inversiones hechas falsamente por Bane a nombre de Bruce pone a Empresas Wayne más en la ruina financiera, lo que abre una oportunidad para que el magnate de negocios, John Daggett compre la compañía. Bruce alista a Miranda Tate y su riqueza para comprar una participación mayoritaria en la compañía que lo ayuda a salvarlo y para proteger el reactor nuclear apoyándola como la nueva presidenta y directora general de la compañía, sin saber que ella era la verdadera hija de Ra's al Ghul y que, por lo tanto, le estaba dando todo. ella necesitaba completar su plan. Con las muertes eventuales de ella y Bruce, todos sus activos y la participación mayoritaria se depositan en fideicomiso y se venden para pagar sus deudas. Como resultado, la compañía continúa funcionando y la posición de CEO se devuelve a Fox. La Fundación Wayne también fue mencionada como patrocinadora de un orfanato de Gotham City, donde se crio al detective John Blake, y cuya financiación se redujo tras la caída de la empresa de la rentabilidad.

#### Universo extendido DC
- - Durante la película El hombre de acero, el General Zod destruye un satélite, que tiene el logotipo de Empresas Wayne. El logotipo de Empresas Wayne es el mismo que se usa en la trilogía The Dark Knight.[10]
  - En Batman v Superman: Dawn of Justice, una subsidiaria de Empresas Wayne, llamada Financias Wayne aparece y presenta un logotipo diferente. Una Torre Wayne con sede en Metrópolis se destruye durante los eventos de Man of Steel.
  - En Escuadrón suicida, Empresas Wayne es responsable de crear los artefactos explosivos utilizados para controlar la Fuerza de Tarea X. En la película, el Joker destruye una instalación de empresas Wayne a secuestrar al doctor Van Criss para difundir un explosivo de Harley Quinn.
  - En Wonder Woman, tanto un camión blindado como empleados con el logo de Empresas Wayne entregan a Diana la versión original de una foto que muestra a ella, Steve Trevor y sus compañeros durante las hazañas de Diana en la Primera Guerra Mundial.

#### Joker
Empresas Wayne aparece en la película Joker como Wayne Investments, donde tres empleados de la empresa atacan a Arthur Fleck/Joker en un tren subterráneo de Gotham City hasta que los mata a los tres. El director ejecutivo de la compañía, Thomas Wayne, su esposa Martha Wayne y su hijo Bruce Wayne también aparecen y el primero es el alcalde de Gotham City hasta que lo matan junto con su cónyuge durante un motín.

#### The Batman
En The Batman,  la familia Wayne se mudó a la Torre Wayne después de que Thomas Wayne convirtiera la Mansión Wayne en un orfanato. Bruce usaría la Torre como su base de operaciones. Fue representado por el Tribune Tower en Chicago.

### Videojuegos
- Empresas Torre Wayne aparece en DC Universe Online. Está ubicado en el Distrito de Diamantes, mientras que el edificio original de Empresas Wayne está ubicado en East End.

#### Batman: Arkham
- Empresas Torre Wayne aparece en los juegos Batman: Arkham - Batman: Arkham Asylum, Arkham City, Arkham Origins y Arkham Knight. En el primer juego, Empresas Wayne es la respuesta a uno de los enigmas de Riddler: "Las mejores torres familiares de Gotham sobre la ciudad". En el cuarto juego, se puede visitar a Empresas Wayne viajando a la parte superior del edificio a través de Bat-Grapple o entrando al estacionamiento subterráneo en el Batimóvil, lo que le permite a Batman hablar con Lucius (¿Quién es claramente consciente de su identidad en esta continuidad?). Una misión incluye a Tommy Elliot intentar tomar el control de la compañía entrando al edificio después de someterse a una cirugía plástica para parecerse a Bruce Wayne, pero este plan falla ya que las computadoras solo responderán a una exploración retiniana de Bruce, con el intento de Elliot de tomar como rehén a Lucius Fox cuando interviene Batman. Tras la supuesta muerte de Bruce Wayne, se revela que Lucius Fox ahora posee todas las Empresas Wayne.

#### Lego Batman
- Los laboratorios de investigación de Empresas Wayne sirven como uno de los niveles villanos de Lego Batman: el videojuego, durante el cual Riddler y Two-Face entran en ellos para robar un prototipo de arma láser.
- La Torre Wayne aparece en Lego Batman 2: DC Super Heroes. Se ve ser atacado por el equipo de Lex Luthor y Joker hasta que la Liga de la Justicia les impidió destruirlo. Fue reconstruida después.